# Teoctisto (asceta)
Teoctisto (m. 467) foi um grande asceta que habitou o deserto da Judeia em Wadi Mukellik. Todos os anos, após a Epifania do Senhor, Teoctisto partia para o deserto junto de seu companheiro Eutímio, o Grande, retornando apenas no Domingo de Ramos. Depois de cinco anos juntos,  em 411, Eutímio e Teoctisto foram para o deserto durante a Grande Quaresma, período onde encontraram uma caverna que passaram a habitar e que posteriormente se tornaria uma igreja.
Quando os habitantes locais tomaram conhecimento da presença destes ascetas, periodicamente eles recebiam visitas. Com o tempo uma comunidade monástica começou a ganhar forma estando entre os discípulos muitos monges do mosteiro de Parã; à Teoctisto foi concebido o dever de gerir o mosteiro enquanto Eutímio permanecia em reclusão na caverna. Teoctisto aceitou todos os que vieram, ouvindo suas confissões e tratando de suas enfermidades.
Teoctisto, quando em idade avançada, ficou muito doente. Eutímio, cerca de 90 anos, o visitou e cuidou dele até sua morte em 467. O patriarca de Jerusalém, Anastácio presidiu seu funeral.